# Josef Donabaum

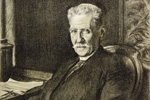
Josef Donabaum

Josef Donabaum (* 1. Juli 1861 in Wien; † 28. August 1936 ebenda) war ein österreichischer Historiker, Bibliothekar und Funktionär des Deutschen und Oesterreichischen Alpenvereins (DuOeAV).

## Leben
Josef Donabaum studierte an der Universität Wien, wo er 1886 das Doktorat ablegte. 1883 bis 1885 besuchte er das Institut für Österreichische Geschichtsforschung. Im Jahr 1888 trat er in den Dienst der Universitätsbibliothek ein, wo er 1907 Kustos wurde. 1908 wurde er zum Vizedirektor der Hofbibliothek berufen, deren Direktor er von 1917 bis zu seinem Ruhestand 1922 war. 1920 war er einer der Mitbegründer des Vereins deutscher Bibliothekare. 
Daneben war Donabaum von 1910 bis 1920 Präsident der Sektion Austria des Deutschen und Oesterreichischen Alpenvereins. Anschließend war er Dritter Vorsitzender des DuOeAV. Als solcher setzte er sich nach der Einführung des Arierparagraphen in seiner ehemaligen Sektion durch seinen Nachfolger Eduard Pichl, für die Anerkennung der vor allem von jüdischen und liberalen Mitgliedern gegründete Sektion Donauland ein. Nach dem 
aus antisemitischen Gründen erzwungenen Ausschluss der Sektion Donauland aus dem Alpenverein, trat er 1922 von seinen Ämtern beim DuOeAV zurück.
Donabaum fand auf dem Wiener Zentralfriedhof seine letzte Ruhe. 1957 wurde die Donabaumgasse in Wien-Favoriten nach ihm benannt.

## Bedeutung
In Donabaums Amtszeit als Direktor der Nationalbibliothek fiel die bedeutende Umbruchszeit nach dem Ende der österreichisch-ungarischen Monarchie. Er leitete die Überführung der Bestände der ehemaligen Hofbibliothek in den Staatsbesitz der Republik Deutschösterreich, während er gleichzeitig erfolgreich darum kämpfte, die Ansprüche der Nachfolgestaaten der Monarchie abzuwehren und damit die Einheit der wertvollen Handschriftensammlung zu wahren. Außerdem erfolgte unter ihm 1920 die Umbenennung in Nationalbibliothek und die Umorganisierung der Bibliothek, bei der er die Porträtsammlung und die Fideikommissbibliothek in die Nationalbibliothek eingliederte. Er gründete auch die Theatersammlung neu.